# Bermudy na Letních olympijských hrách 1976
Bermudy se účastnily Letní olympiády 1976 v kanadském Montrealu.

## Medailové pozice
| Medaile | Jméno         | Sport | Disciplína           |
| ------- | ------------- | ----- | -------------------- |
| Bronz   | Clarence Hill | Box   | váha těžká - + 81 kg |